# Alfredo Panzini
Alfredo Panzini (31. december 1863 i Senigallia i nærheden af Ancona – 10. april 1939) var en italiensk forfatter og leksikograf.
Han har skrevet en række kritiske arbejder og romaner, livlige og ofte humoristiske. Blandt hans kritiske studier kan nævnes Saggio critico sulla poesia maccheronica (1887), L’evoluzione di Giosuè Carducci (1894) og blandt hans romaner og noveller: Il libro dei morti (1893), Piccole storie del mondo grande (1901), Le fiabe della virtù (1905), La lanterna di Diogene (1909),
Santippe (1914), Il romanzo della guerra (1915), Io cerco moglie (1920), Signorine (1921) og Il padrone sono mo (1922).